# Stratton Mountain
Stratton Mountain – szczyt w Górach Zielonych. Leży w hrabstwie Windham, w stanie Vermont, na terenie lasu narodowego Green Mountain. Na południowych zboczach góry znajduje się ośrodek narciarski Stratton Mountain. Posiada on 92 trasy obsługiwane przez 16 wyciągów, wysokość tras w pionie wynosi 610 m.
Szczyt jest częścią Szlaku Appalachów.